# Knut Tallqvist
Knut Tallqvist, né le 16 mars 1865 à Kirkkonummi et mort le 16 août 1949 à Helsinki est un assyriologue finlandais